# Meeting international d'athlétisme de Saint-Denis
Ne doit pas être confondu avec Meeting Areva.
Le meeting international d'athlétisme de Saint-Denis est une compétition d'athlétisme organisée tous les ans depuis 2011 sur l'île de La Réunion, département d'outre-mer français dans le sud-ouest de l'océan Indien. Elle se déroule dans le quartier de Champ Fleuri à Saint-Denis, le chef-lieu.
La première édition a été parrainée par Marie-José Pérec. La deuxième, qui a eu lieu le 11 avril 2012 au stade Marc Nasseau, l'a été par Maurice Greene.

## Records du meeting

### Hommes
| Épreuve             | Record             | Athlète                   | Nationalité    | Date          | Réf. |
| ------------------- | ------------------ | ------------------------- | -------------- | ------------- | ---- |
| 100 m VR            | 10 s 39 (+1,5 m/s) | Mosito Lehata             | Lesotho        | 19 avril 2014 |      |
| 100 m VF            | 10 s 14 (+2,7 m/s) | Jimmy Vicaut              | France         | 20 avril 2013 |      |
| 200 m               | 21 s 14 (-0,5 m/s) | Jeffrey John              | France         | 19 avril 2014 |      |
| 400 m               | 46 s 78            | Ofentse Mogawane          | Afrique du Sud | 20 avril 2013 |      |
| 800 m               | 1 min 49 s 46      | Reinhardt van Rensburg    | Afrique du Sud | 23 avril 2016 |      |
| 3 000 m             | 7 min 56 s 40      | Elroy Gelant              | Afrique du Sud | 23 avril 2016 |      |
| 5 000 m             | 14 min 21 s 40     | Fulgence Rakotondrasoa    | Madagascar     | 20 avril 2011 |      |
| 110 m haies VR      | 13 s 67 (-1,4 m/s) | Pascal Martinot-Lagarde   | France         | 19 avril 2014 |      |
| 110 m haies VF      | 13 s 27 (+3,4 m/s) | Dimitri Bascou            | France         | 23 avril 2016 |      |
| 400 m haies         | 50 s 26            | Stéphane Yato             | France         | 19 avril 2014 |      |
| Saut en hauteur     | 2,21 m             | Fernand Djoumessi Temfack | Cameroun       | 18 avril 2015 |      |
| Saut à la perche    | 5,71 m             | Valentin Lavillenie       | France         | 23 avril 2016 |      |
| Saut en longueur VR | 7,80 m (+0,9 m/s)  | Olivier Huet              | France         | 20 avril 2011 |      |
| Saut en longueur VR | 7,80 m (+0,3 m/s)  | Olivier Huet              | France         | 18 avril 2015 |      |
| Saut en longueur VF | 7,98 m (+4,0 m/s)  | Jonathan Drack            | France Maurice | 23 avril 2016 |      |
| Lancer du poids     | 18,68 m            | Tumatai Dauphin           | France         | 11 avril 2012 |      |
| Lancer du disque    | 58,12 m            | Jean-François Aurokiom    | France         | 11 avril 2012 |      |
| Lancer du marteau   | 56,48 m            | Nicolas Li Yung Fong      | Maurice        | 18 avril 2015 |      |
| Lancer du javelot   | 78,35 m            | Jérome Haeffler           | France         | 11 avril 2012 |      |

### Femmes
| Épreuve             | Record             | Athlète                       | Nationalité     | Date          | Réf. |
| ------------------- | ------------------ | ----------------------------- | --------------- | ------------- | ---- |
| 100 m               | 11 s 61 (+2,0 m/s) | Ayodele Ikuesan               | France          | 19 avril 2014 |      |
| 200 m               | 23 s 53 (-1,1 m/s) | Myriam Soumaré                | France          | 19 avril 2014 |      |
| 400 m               | 52 s 21            | Marie Gayot                   | France          | 20 avril 2013 |      |
| 800 m               | 2 min 02 s 00      | Rénelle Lamote                | France          | 18 avril 2015 |      |
| 1 500 m             | 5 min 06 s 34      | Charlotte Hale                | France          | 19 avril 2014 |      |
| 3 000 m             | 9 min 27 s 33      | Aïssé Sow                     | France          | 23 avril 2016 |      |
| 100 m haies         | 13 s 20 (-1,6 m/s) | Cindy Billaud                 | France          | 19 avril 2014 |      |
| 400 m haies         | 57 s 02            | Olga Razanamalala             | Madagascar      | 20 avril 2011 |      |
| Saut en hauteur     | 1,85 m             | Lissa Labiche                 | Seychelles      | 18 avril 2015 |      |
| Saut à la perche    | 4,36 m             | Maria-Leonore Ribeiro Tavares | France Portugal | 23 avril 2016 |      |
| Saut en longueur VR | 6,16 m (+1,8 m/s)  | Haoua Kessely                 | France          | 18 avril 2015 |      |
| Saut en longueur VF | 6,33 m (+2,6 m/s)  | Rougui Sow                    | France          | 23 avril 2016 |      |
| Lancer du poids     | 12,15 m            | Caroline Metayer              | France          | 18 avril 2015 |      |
| Lancer du disque    | 60,96 m            | Mélina Robert-Michon          | France          | 19 avril 2014 |      |
| Lancer du marteau   | 64,99 m            | Stéphanie Falzon              | France          | 11 avril 2012 |      |
| Lancer du javelot   | 56,17 m            | Mathilde Andraud              | France          | 20 avril 2013 |      |

VR = Vent Régulier (inférieur ou égal à +2,0 m/s)
VF = Vent trop Favorable (supérieur à +2,0 m/s)